# Parung Panjang (plaats)
Parung Panjang is een bestuurslaag in het regentschap Bogor van de provincie West-Java, Indonesië. Parung Panjang telt 18.265 inwoners (volkstelling 2010).